# Polanie (plemię wschodniosłowiańskie)

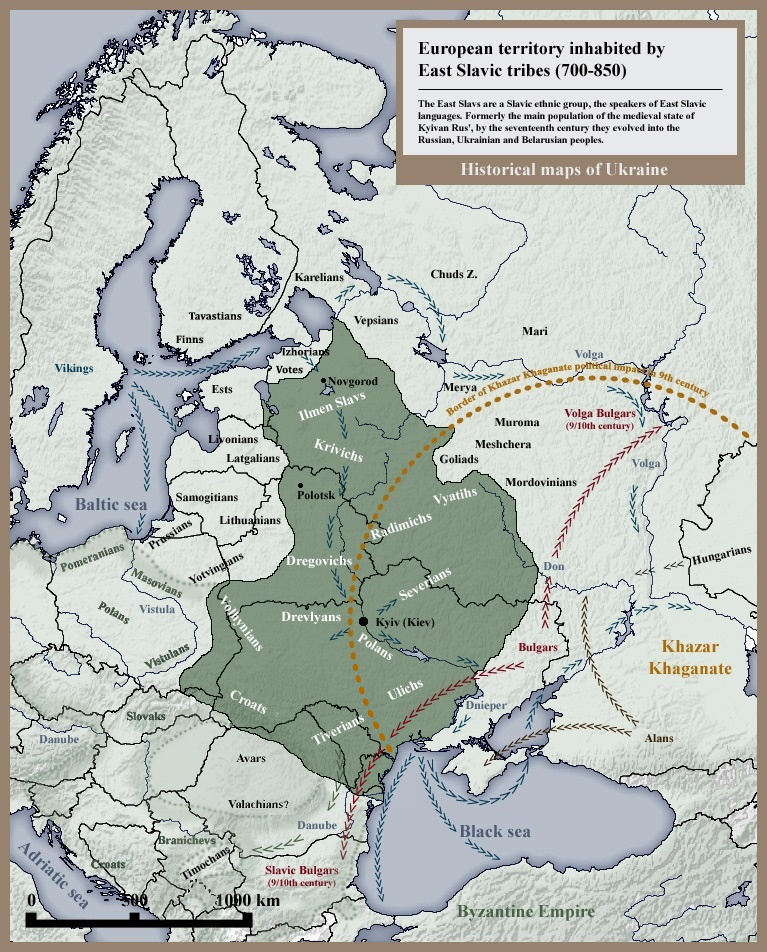
Słowianie wschodni w VIII i IX wieku

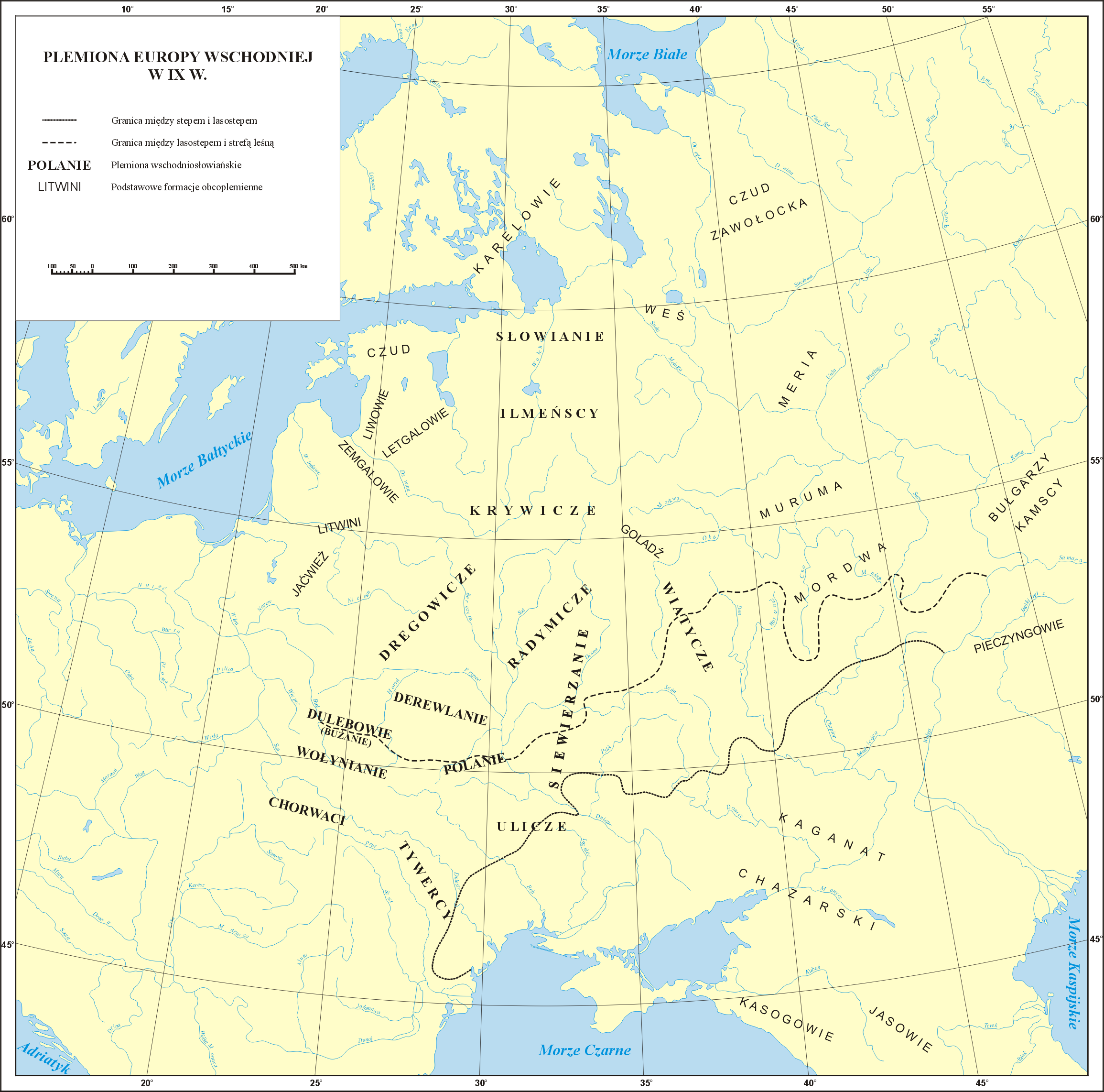
Plemiona wschodnioeuropejskie w IX wieku (na podstawie opracowania Wojciecha Szymańskiego)

Polanie (starorus. Полѧне, Polęnie) – plemię wschodniosłowiańskie zamieszkujące od VI do X wieku oba brzegi środkowego Dniepru.
Profesor Paul Bushkovitch z Uniwersytetu Yale sugeruje pierwotną nazwę poli, bez przyrostka -anie, *pole → poli → Polanie (w angielskim oryginale Poliane), podobnie jak *derevo → derevli → Derewlanie (w oryginale derevliane), czy sever → severe (u Łowmiańskiego Siewiera) → Siewierzanie (severiane).
Początkowo, do IX wieku, ziemie te podlegały władztwu Chazarów i zamieszkująca je ludność zobowiązana była płacić daninę. Z tego okresu wywodzi się wiele kurhanów polańskich. W latach 60. IX wieku Waregowie przeprowadzili z terytorium Polan zwycięskie kampanie przeciwko Bizancjum, Połowcom i Pieczyngom. Około 880 roku Polanie zostali podbici przez księcia nowogrodzkiego Olega Mądrego, a ich ziemie stały się centrum nowego państwa: Rusi Kijowskiej. Największymi miastami polańskimi były Kijów i Perejasław. W wieku X nazwa Polanie zanikła; ostatni raz wymienia ją latopis Powieść minionych lat w 944 roku.

## Polanie wPowieści minionych lat
Autor latopisu – prawdopodobnie Nestor – napisał, że Polanie zamieszkiwali wydzielone terytorium na wzgórzach nad Dnieprem, wywodzili się od Słowian i żyli w zgodzie z plemionami Drewlan, Siewierzan, Radymiczów (pochodzących od Lachów), Wiatyczów (pochodzących również od Lachów) oraz Chorwatów. Podkreślił ich szacunek dla starszych oraz przestrzeganie obyczajów małżeńskich z formalnymi obrzędami, w przeciwieństwie do Radymiczów, Wiatyczów oraz Siewierzan, którzy ponoć żyli i mieli zwyczaje jak zwierzęta.
W innym miejscu Nestor cofnął się do czasów, gdy nad Dunajem żyli Słowianie, i stwierdził, że od tych Słowian wywodzą się Morawianie, Czesi i Lachowie, a także Polanie nazywani Rusią.

### Polanie nad Wisłą i Dnieprem
Nestor wspomina, że od Słowian naddunajskich wywodzą się Lachowie, którzy osiedli nad Wisłą i od których wywodzą się Polanie, Pomorzanie, Mazowszanie i Lutycy. Pisze dalej, że wywodzą się od nich także osiadli nad Dnieprem Polanie. Z tekstu wynika, że Polanie znad Wisły mają coś wspólnego z tymi znad Dniepru.